# 莫尼鲁尔·哈克·萨库
莫尼鲁尔·哈克·萨库（英語：Monirul Haque Sakkue，মনিরুল হক সাক্কু），是孟加拉国库米拉人。
他是一位孟加拉国民族主义党的政治家；此外他也担任卡米拉市的第一任市长。